# Tripteroides filipes
Tripteroides filipes är en tvåvingeart som först beskrevs av Walker 1861.  Tripteroides filipes ingår i släktet Tripteroides och familjen stickmyggor. Inga underarter finns listade i Catalogue of Life.